# Fumarato reduttasi (NAD)
La fumarato reduttasi (NAD) è un enzima appartenente alla classe delle ossidoreduttasi, che catalizza la seguente reazione:
succinato + NAD+ ⇄ fumarato + NADH + H+